# Monument al General Josep Moragues
El Monument al General Josep Moragues és una obra de Sant Hilari Sacalm (La Selva) inclosa a l'Inventari del Patrimoni Arquitectònic de Catalunya. Monument situat al nucli urbà de Sant Hilari Sacalm, a la Plaça que porta el nom del General Moragues, a qui se li dedicà aquest monument.

## Descripció
L'autor del monument és l'artista català Domènech Fita, i per fer aquesta escultura cal tenir en compre el fet que el General hagués estat executat al Portal del Mar de Barcelona, i que el seu cap hi hagués estat penjat durant 12 anys dins una gàbia. La gàbia i la porta, són elements presents en l'escultura. L'artista destaca el fet que va lluitar com ningú contra la destrucció dels drets dels catalans i per altra banda destacar la seva infància i joventut a Sant Hilari Sacalm. També fa referència al període amb els vigatans, on refermà el lliurament a la lluita pel poble català. " Això el portà a concebre dues portes, una de pesada i assentada al terra, real, que és la que Catalunya aixeca al seu personatge i l'altra, la que ofereix Sant Hilari al seu fill, que és posada de potes enlaire, com dos braços aclamant-lo i espiritualitzant el fet" (segons explica À. Serradesanferm). A les portes hi ha relleus gravats, on es parla de la vinculació del General amb la seva vila i Catalunya. Així veiem el Mas Moragues amb Josep Moragues fent de pagès, i la capella del Pacte de Sant Sebastià. A la porta que Catalunya aixeca al General, on es parla de la Guerra de Successió. Sobre aquestes portes hi ha una biga, d'on en penja una gàbia de vidre i acer inoxidable, que vol recordar la gàbia on va restar durant 12 anys el cap de Moragues, amb un bust del General Moragues fet de bronze. Les portes fan 9m d'alçada i 6m d'amplada, una fa 150 cm de gruix i l'altra 75 cm de gruix.

## Història
El general Josep Moragues és fill il·lustre de Sant Hilari i heroi de la Guerra de Successió, motiu pel qual se li dedica aquest monument.
L'obra és de l'artista Domènech Fita.